# マシュー・アモア
マシュー・アモア（Matthew Amoah, 1980年10月24日 - ）は、ガーナ・テマ出身の元同国代表サッカー選手。現役時代のポジションはFW。

## 経歴

### クラブ
1998年にオランダのフィテッセでプロキャリアをスタートさせ、2005年12月、ドイツのボルシア・ドルトムントに移籍した。ここではかつてフォルトゥナ・シッタートで指導を受けたベルト・ファン・マルワイクが監督を務めていた。
2007年7月3日、オランダのNACブレダに移籍した。2013-14シーズン限りでヘラクレス・アルメロを退団。コザッケン・ボーイズでトレーニングを積むが、入団には至らなかった。
2016年1月29日、ホーフトクラッセのVVバロニーに半年間の契約で加入。2016-17シーズンよりRKSVハルステレンに移籍した。

### 代表
2002年にガーナ代表初招集を受けた。2006 FIFAワールドカップ、アフリカネイションズカップ2010にも招集された。

## 代表歴

### 出場大会
- ガーナ代表
  - 2006 FIFAワールドカップ
  - 2010 FIFAワールドカップ

### 試合数
- 国際Aマッチ 45試合 12得点（2002年-2010年）[4]

| ガーナ代表 | 国際Aマッチ | 国際Aマッチ |
| 年         | 出場        | 得点        |
| ---------- | ----------- | ----------- |
| 2002       | 3           | 0           |
| 2003       | 1           | 0           |
| 2004       | 0           | 0           |
| 2005       | 8           | 3           |
| 2006       | 10          | 3           |
| 2007       | 4           | 0           |
| 2008       | 2           | 1           |
| 2009       | 8           | 5           |
| 2010       | 9           | 0           |
| 通算       | 45          | 12          |